# Lavatura d'inchiostro
La lavatura d'inchiostro, o semplicemente lavatura ("wash" in inglese), è una tecnica di pittura secondaria, che consiste nell'usare inchiostri molto diluiti per creare ombre o altri effetti.
Questa tecnica, nel mondo del modellismo, è impiegata soprattutto nei wargames che richiedono la pittura dei modelli come Warhammer, Warhammer 40.000 o Il Signore degli Anelli. La lavatura è molto usata dai modellisti più esperti, in particolare per le miniature destinate a contest grafici, a causa della sua difficoltà quando mirata ad ottenere effetti precisi su determinate aree.

## Tecnica artistica
In pittura, la lavatura è una tecnica in cui un pennello molto bagnato con solvente e carico di una piccola quantità di colore o inchiostro (di solito di uno o al massimo due colore, sennò si parlarebbe di acquerello) viene applicato su un supporto bagnato o asciutto, come carta o tela preparata (primer) o grezza. Il risultato è un'area liscia e uniforme che idealmente manca della forma delle pennellate ed è semi-trasparente.
Una velatura si ottiene utilizzando una grande quantità di solvente con poca pittura. La pittura è costituita da un pigmento e da un legante che permette al pigmento di aderire al suo supporto. I solventi diluiscono il legante, riducendo così la forza di adesione della pittura. Le velature possono formare strati di pittura fragili e delicati per questo motivo. Tuttavia, quando le velature di acquerello con gomma arabica sono applicate su una superficie altamente assorbente, come la carta, gli effetti sono duraturi.
La tecnica della velatura può essere realizzata nel seguente modo:
- Con le tecniche a base d'acqua, come inchiostri, acrilici, tempere o acquerelli, un pennello bagnato dovrebbe essere immerso in una vaschetta di pittura molto diluita. Questa pozza di pittura dovrebbe essere mescolata e dispersa uniformemente per prevenire un carico di pigmento irregolare sul pennello. Il pennello carico dovrebbe poi essere applicato su un supporto asciutto o bagnato. Le velature sono spesso applicate con pennelli grandi su ampie superfici. Le aree in cui si applica una velatura possono essere controllate con un'applicazione accurata della velatura e con l'uso di liquido per mascherature (frisket) o colla di gomma.
- Con le tecniche a base di olio, può essere utilizzata una procedura simile a quella descritta sopra, ma invece dell'acqua, la pozza di pittura dovrebbe essere ben diluita nel solvente, come la trementina o i diluenti per vernici. Il pennello carico dovrebbe essere applicato su un supporto asciutto o imbevuto di solvente. Poiché la pittura ad olio ha un tempo di asciugatura più lungo rispetto alle sostanze a base d'acqua, spazzolare o sfumare una velatura può estendere o uniformare l'aspetto della velatura. Artisti americani come Jackson Pollock, Mark Rothko, Morris Louis, Sam Francis, Paul Jenkins, Helen Frankenthaler, Jules Olitski, Friedel Dzubas, Ronnie Landfield e molti altri sono famosi per creare effetti trasparenti simili ad acquerelli in pitture ad olio e acriliche, in stili distintivi e radicali di questa tecnica, talvolta chiamata pittura a macchia (stain painting).

## Modellismo
Nel modellismo la lavatura consiste nello stendere uno strato di inchiostro molto diluito di colore più scuro di quello su cui sarà applicato per creare diversi effetti, che si differenziano se usati su una superficie texturizzata o liscia.
Diluendo colori appositi con acqua e applicando il miscuglio a una superficie, si ottengono ombre accentuate, spesso iperrealistiche
Questa tecnica è necessaria per mettere in risalto le ombre e può essere usata in contrasto con effetti di lumeggiatura per accentuare ancora di più la tridimensionalità del modello.
Alcuni esempi di lavatura d'inchiostro sono le ombre sulle pieghe dei mantelli o recessi scuri sui bordi di superfici posizionate su dislivelli inferiori rispetto ad altre, accentuando così la loro posizione e l'ombra derivante.

### Recessi muscolari
I recessi muscolari sono punti piuttosto particolari: molti pittori dedicano giorni e giorni a curare la pelle dei propri modelli, cercando nuovi metodi per rendere meglio le sue particolari caratteristiche.
La lavatura della pelle, in particolare dei recessi muscolari o dello spazio fra le dita, si applica come un colore più scuro rispetto alla pelle per dare un "effetto ombra". A differenza delle altre superfici, la lavatura della pelle è preferibilmente iperrealistica o appena accentuata, a differenza dell'effetto che si vuole ottenere.
Osservando il famoso wargame warhammer 40.000, si nota come la lumeggiatura della pelle vada dal nero per gli orki a un rosa scuro per gli imperiali: tutto dipende dalla scelta del pittore e dalla natura stessa della miniatura; l'ideale per la pelle, è dare due o più lavature di intensità diversa per dare l'idea dell'ombra nonostante la curva leggera che presenta

### Modellismo fantasy
Nel modellismo fantasy, la lavatura d'inchiostro si presenta in particolare come tecnica per invecchiare le armature, caratterizzate da superfici texturizzate, semplicemente applicando inchiostro nero diluito su un'armatura precedentemente pitturata con colori metallici quali oro, argento, bronzo e le relative gradazioni chiare e scure.
L'effetto ottenuto è una superficie più scura della precedente con recessi neri che permette di dare un effetto vissuto ai modelli; lo stesso risultato è ottenibile ricoprendo la miniatura con un primer nero e pitturando la parte interessata con la tecnica del pennello asciutto.
Come nei modelli futuristici, e ancor più nel fantasy, la lavatura è utilizzata per ombreggiare i mantelli e le vesti dei modelli.

### Preparazione
Preparare il colore per una lavatura può essere un passaggio semplicissimo o alquanto complicato.
Per preparare il colore della lavatura, bisogna versare in un contenitore (da un tappo di bottiglia a un bicchierino) l'inchiostro e una dose d'acqua proporzionale all'intensità che si vuole ottenere per l'ombra rispetto al colore originale dell'inchiostro.
Avere colori appositi per la lavatura può essere d'aiuto visto che normali colori acrilici o ad olio potrebbero dare effetti molto diversi o addirittura completamente errati.
Acquistare inchiostri per stilografiche o appositi colori "ink" o "lavature" forniti dalle case produttrici dei modelli è necessario per ottenere il miglior effetto possibile visto che la consistenza stessa dei colori acrilici è completamente diversa dagli inchiostri usati per questa tecnica.
La lavatura, essendo fatta con l'inchiostro, richiede tempi di asciugatura molto lunghi. Non intervenire durante l'asciugatura per velocizzare il processo, visto che cambierebbe l'aspetto della lavatura effettuata.
Intervenire con la carta assorbente o uno straccio è un buon metodo per eliminare gli eccessi o cambiare, per l'appunto, l'intensità della lavatura ottenuta.

### Applicazione avanzata
Applicare una lavatura può spesso richiedere giorni o settimane da parte dei pittori più esperti; quando si tratta di importanti contesti, persino mesi.
Questo è dato dal fatto che lumeggiatura e lavatura sono le due tecniche che permettono di accentuare le ombre, le luci e la tridimensionalità dei modelli, anche con un'applicazione di basso livello.
Applicare una lavatura a un mantello, ad esempio, potrebbe richiedere molto più di un colore, mentre la lavatura dei muscoli ad alti livelli di dettaglio richiede oltre 5 colori e inchiostri, il che rende la lavatura una tecnica molto importante per accentuare il realismo dei modelli.
Per applicare una lavatura (ma anche la lumeggiatura), potrebbe essere utile posizionare un arto come il modello che si sta pitturando e osservare le ombre per avere un'idea di come dare i vari livelli di colore in ogni singolo punto.

### Tecniche alternative
Per i pittori meno esperti o per ottenere altri effetti più mirati al singolo modello e al suo aspetto, vi possono essere tecniche alternative quali:
- Pennello asciutto: si tratta di applicare un primer nero sul modello (spesso grigio o di metallo bianco) e poi applicare il colore tramite un pennello accuratamente spazzolato dal colore in eccesso. Pur passando il pennello sulla superficie, questa non si colorerà nei recessi e lascerà degli spazi vuoti.

Questa tecnica è una valida alternativa per pitturare le superfici texturizzate fantasy o futuristiche
- Doppio primer: questa tecnica permette di ottenere l'effetto lavatura su piccole superfici con molte pieghe quali i vestiti delle miniature fantasy. Applicando un primer nero sul modello e un altro primer di colore più scuro di quello desiderato sulla superficie scelta (blu notte per il blu chiaro etc...) e passando una mano del colore scelto, assicurandosi di non coprire il colore di fondo nei recessi, si ottiene un effetto simile alla lumeggiatura dei tessuti.

Questa tecnica è una valida alternativa quando si vuole coprire solo il recesso delle pieghe senza toccare il colore originale